# 100 (број)
100 је број, нумерал и име глифа који представља тај број. 100 је природан број који се јавља после броја 99, а претходи броју 101.

## У математици
- Је квадрат броја 10
- Је сложен број, факторише се на просте чиниоце као 22 * 52 = 100
- Је број који у процентима предстваља целину - 100%
- Је збир кубова прва четири природна броја: 100 = 13 + 23 + 33 + 43

## У науци
- Је атомски број фермијума
- Je температура не Целзијусовој скали при којој кључа вода, при притиску ваздуха на површини мора

## У спорту
- Је рекордан број поена постигут на једној утакмици НБА, од стране Вилта Чејмбрлена 2. марта 1962. године[1]
- Је дужина терена за Амерички фудбал у јардама
- Трка на 100 метара је најпознатија и најпопуларнија атлетска дисиплина

## Остало
- Је број година у једном веку
- Већина светских валута је подељена у 100 део под валута: долар у 100 пенија, динар у 100 пара и тд.
- Је ограничење брзине на путевима резервисаним за моторна возила у km/h.
- Је број телефона полиције у следећим државама: Грчка, Индија, Израел и Непал
- Је број телефона хитне помоћи и ватрогасаца у Белгији